# Lijst van voetbalinterlands Australië - Estland (vrouwen)
Deze lijst van voetbalinterlands is een overzicht van alle officiële voetbalinterlands tussen de nationale vrouwenteams van Australië en Estland. De landen hebben tot nu toe één keer tegen elkaar gespeeld.

## Wedstrijden
| № | Plaats   | Datum            | Competitie        | Wedstrijd           | Uitslag |
| - | -------- | ---------------- | ----------------- | ------------------- | ------- |
| 1 | Haapsalu | 24 augustus 1997 | Vriendschappelijk | Estland − Australië | 1 − 5   |

## Samenvatting
| Competitie        | Totaal gespeeld | Winst Australië | Gelijk | Winst Estland | Doelsaldo Australië – Estland |
| ----------------- | --------------- | --------------- | ------ | ------------- | ----------------------------- |
| Vriendschappelijk | 1               | 1               | 0      | 0             | 5 − 1                         |
| Totaal            | 1               | 1               | 0      | 0             | 5 − 1                         |

FFA · A-internationals · Australisch mannenelftal
1975 – 1989 · 1990 – 1999 · 2000 – 2009 · 2010 – 2019 · 2020 – 2029
Amerikaans-Samoa ·
Argentinië ·
België ·
Brazilië ·
Canada ·
Chili ·
China ·
Colombia ·
Cookeilanden ·
Denemarken ·
Duitsland ·
Engeland ·
Equatoriaal-Guinea ·
Estland ·
Fiji ·
Filipijnen ·
Finland ·
Frankrijk ·
Ghana ·
Griekenland ·
Haïti ·
Hongarije ·
Hongkong ·
Ierland ·
Indonesië ·
Iran ·
Italië ·
Jamaica ·
Japan ·
Jordanië ·
Maleisië ·
Mexico ·
Myanmar ·
Nederland ·
Nieuw-Caledonië ·
Nieuw-Zeeland ·
Nigeria ·
Noord-Korea ·
Noorwegen ·
Oezbekistan ·
Oostenrijk ·
Papoea-Nieuw-Guinea ·
Portugal ·
Rusland ·
Samoa ·
Schotland ·
Singapore ·
Spanje ·
Taiwan ·
Thailand ·
Tsjechië ·
Verenigde Staten ·
Vietnam ·
Zambia ·
Zimbabwe ·
Zuid-Afrika ·
Zuid-Korea ·
Zweden ·
Zwitserland